# Синтетические изопреновые каучуки

Варианты изомерии при полимеризации изопрена

Синтетические изопреновые каучуки (СКИ) — продукты полимеризации изопрена. Эластичная темно-серая масса без характерного запаха. Химический состав изопрена приблизительно идентичен натуральному каучуку, поэтому свойства этих двух эластомеров похожи.
Синтетические изопреновые каучуки хорошо совмещаются со всеми диеновыми каучуками. Важнейшее свойство — их способность к полимеризации, которая используется для получения синтетических каучуков.
Получают путем каталитической стереоспецифической полимеризации изопрена в растворителях:
nСН2=С(СН3)-СН=СН2 → (-СН2-С(СН3)=СН-СН2-)n
Эти синтетические каучуки являются в основном транс-1,4-полиизопренами. Полимеризация изопрена под действием таких инициаторов, как натрий или калий в малополярных растворителях, приводит к образованию 1,2-, 3,4- и транс-1,4-полиизопрена. Инициирование полимеризации литием в неполярном растворителе ведёт к получению каучука, содержащего 94 % цис-звеньев. Использование катализаторов Циглера-Натта позволяет получить каучук, практически идентичный натуральному. При полимеризации изопрена в отсутствие стереохимического контроля в принципе возможно образование различных полимерных продуктов.

## История
Натуральный каучук — это изопреновый каучук. Поэтому перед учёными стояла задача получить синтетический изопреновый каучук. Синтез такого каучука был осуществлён. Но свойств натурального каучука в полной мере достичь не удавалось. Причину этого установили, когда изучили пространственное строение натурального каучука. Оказалось, что он имеет стереорегулярное строение, группы -СН3 в макромолекулах каучука расположены не беспорядочно, а по одну и ту же сторону двойной связи в каждом звене, то есть находятся в цис-положении.

## Свойства
- рабочий диапазон температур: от −55 °C до +80 °C; низкая температура стеклования (около −70ºС);
- кристаллизация при растяжении или при охлаждении: полупериод кристаллизации нерастянутого каучука СКИ-3 — более 20 ч. Способность СКИ кристаллизоваться при растяжении и гибкость его макромолекул обусловливают высокую эластичность и прочность ненаполненных и наполненных резин на его основе, а также хорошие динамические свойства. Наименьшее относительное удлинение, при котором наблюдается образование кристаллической фазы при 20 °C, составляет для резин на его основе 300—400 %;
- отличная эластичность по отскоку;
- очень хорошая прочность на раздир и истирание, прочность на разрыв;
- хорошая электроизоляционная стойкость;
- растворимость = 16,8 (МДж/м³); хорошая водостойкость.
- каучуки выпускают с заданной вязкостью. При переработке необходимо строго соблюдать температурные режимы смешения, разогрева и формования.

## Недостатки
Плохая стойкость к высокой температуре, озону и солнечному свету.
Очень низкая стойкость к маслам, бензинам и углеродным растворителям. 
Основным недостатком СКИ, связанным с особенностями молекулярной структуры и ММР, является пониженная когезионная прочность резиновых смесей на их основе (пониженная скоростью кристаллизации синтетического полиизопрена, отсутствие в макромолекулах функциональных полярных групп). При сборке неформовых, клееных и других изделий возникают затруднения, связанные с повышенной липкостью смесей и полуфабрикатов, недостаточной каркасностью, текучестью при транспортировке и хранении.

## Применение
Использование комплексных катализаторов на основе производных титана и алюминия дает возможность получить каучуки типа СКИ-3 с высоким содержанием цис-1,4-звеньев, присоединенных почти исключительно по типу «голова к хвосту». СКИ-3 имеет регулярную структуру, содержит не каучуковые компоненты, а также отсутствуют функциональные группы в молекулярных цепях полимера. Каучук имеет узкое молекулярно-массовое распределение. 
Вследствие высокой непредельности вулканизацию СКИ-3 можно осуществлять с применением вулканизующих систем, содержащих серу и органические ускорители вулканизации, а также бессерными системами: тиурамом, органическими перекисями, фенолформальдегидными смолами, производными малеимида и другими веществами. В промышленности применяются главным образом серные вулканизующие системы. Обычно температура вулканизации серных смесей на основе СКИ-3 равна 133—151 °C. Для них характерно наличие оптимума вулканизации по сопротивлению разрыву и небольшое плато вулканизации.
Поскольку СКИ склонен к кристаллизации, то вулканизаты на его основе, даже не наполненные, обладают высокой прочностью до 30 МПа. При повышенных температурах сопротивление раздиру и прочность понижаются. Благодаря отсутствию азотсодержащих веществ и малой зольности СКИ характеризуются хорошей водостойкостью и высокими диэлектрическими показателями.